# Nickhautdrüsenvorfall

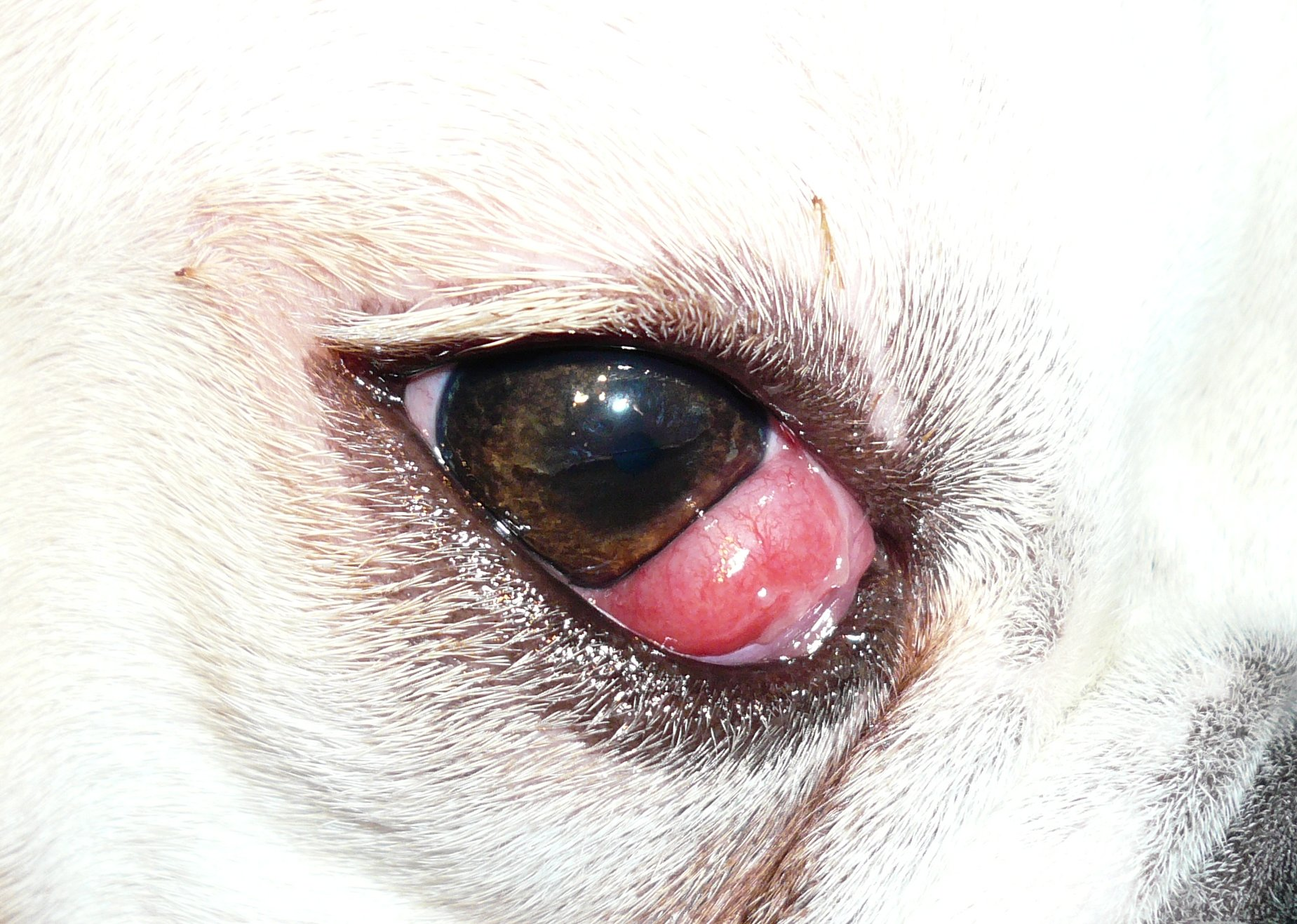
Nickhautdrüsenvorfall

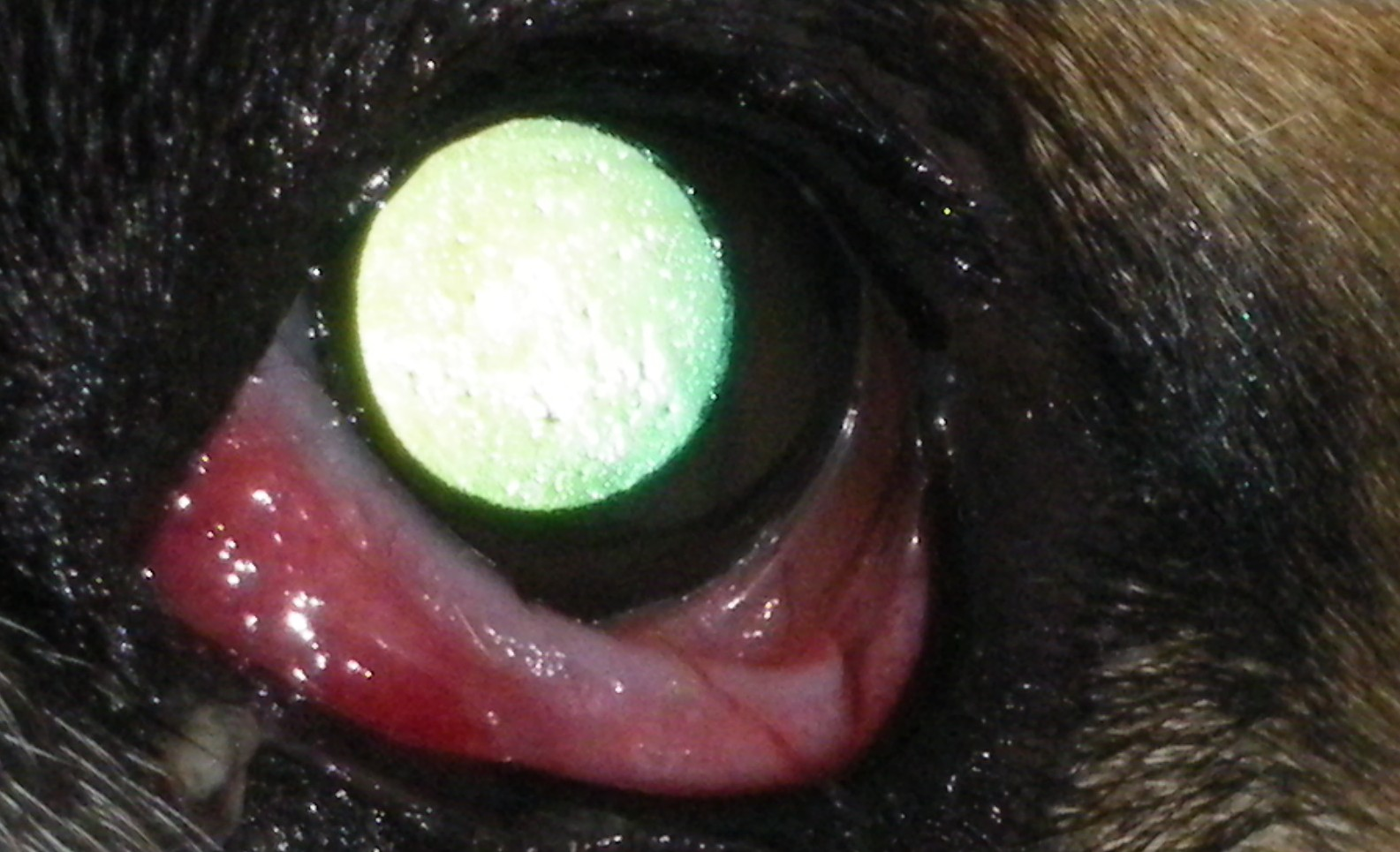
Chirurgisch korrigierter Nickhautdrüsenvorfall

Der Nickhautdrüsenvorfall ist ein Vorfall der oberflächlichen Nickhautdrüse (Glandula palpebrae tertiae superficialis), die insbesondere bei Haushunden auftritt. Die Erkrankung kommt vor allem bei unter einem Jahr alten Jungtieren kurzköpfiger (brachyzephaler) Hunderassen wie Amerikanischer Cocker Spaniel, Englische Bulldogge und Lhasa Apso im Zusammenhang mit einer Hypertrophie vor. Bei älteren Hunden ist die Erkrankung sehr selten und meist Folge einer trockenen Bindehaut-Hornhaut-Entzündung (Keratoconjunctivitis sicca) oder eines Lymphosarkoms. Auch im Fall einer Vergrößerung der Drüse, kann es zu einem Nickhautdrüsenvorfall kommen. Die genaue Ursache ist jedoch noch nicht eindeutig geklärt.
Ein Nickhautdrüsenvorfall zeigt sich in einer kugeligen geröteten, an eine Kirsche erinnernden Vorwölbung, die den freien Rand der Nickhaut überragt. Im englischen Sprachraum wird die Erkrankung daher auch als cherry eye („Kirschauge“) bezeichnet. Der Hund sieht bei einem Nickhautdrüsenvorfall meist eingeschränkt und das Auge tränt. Im weiteren Verlauf kann es jedoch langfristig auch zu einer verminderten Produktion von Tränenflüssigkeit und somit einer Austrocknung des Auges kommen.

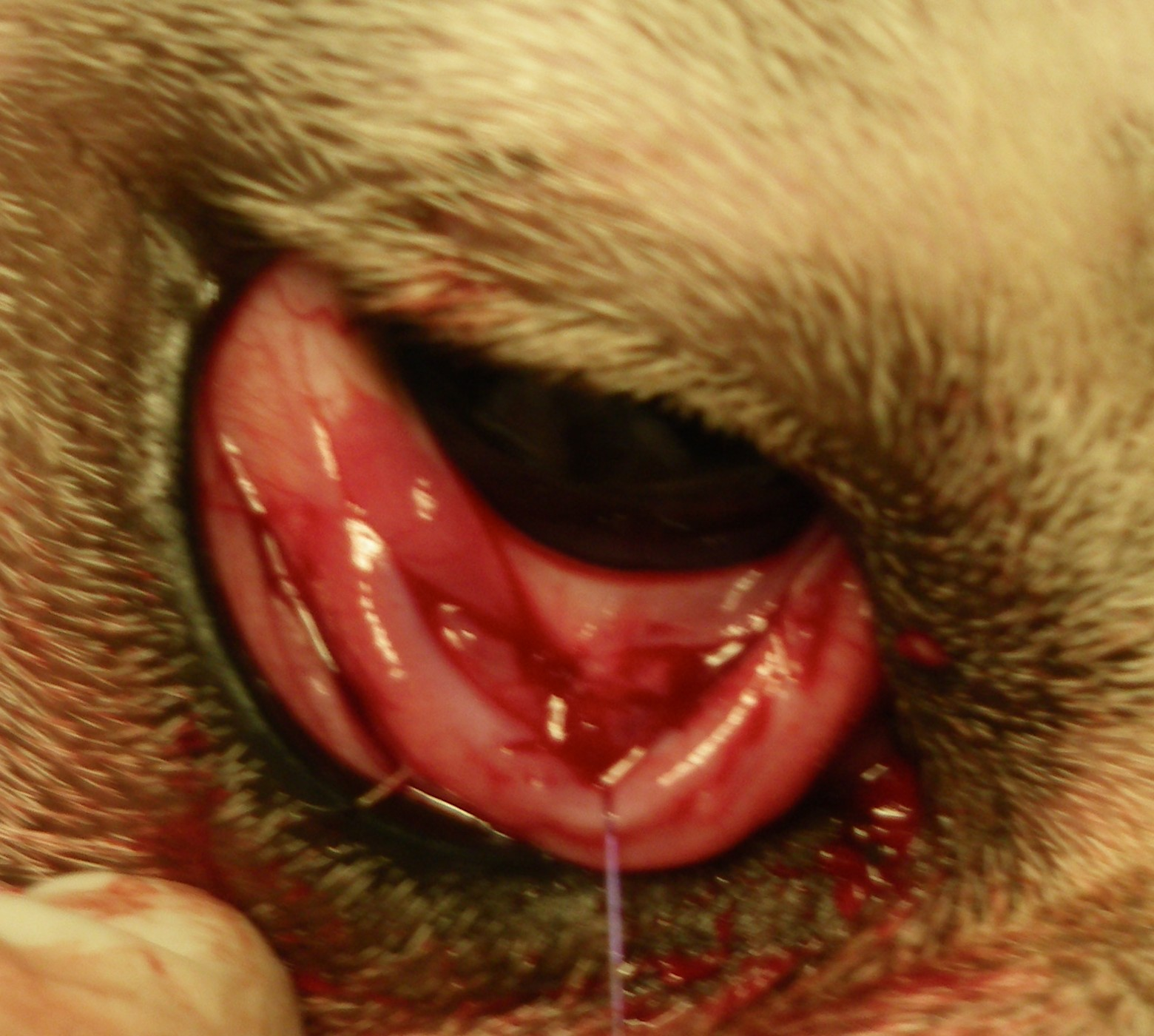
Rafftechnik nach Moore

Eine einfache chirurgische Entfernung der vorgefallenen Drüse ist nicht empfehlenswert. Da die Nickhautdrüse zusammen mit den anderen zusätzlichen Tränendrüsen etwa 40 % zur Tränenproduktion beiträgt, besteht bei Entfernung die Gefahr des Entstehens einer trockenen Bindehautentzündung. Daher findet vor allem die Rafftechnik nach Moore Anwendung. Hierbei werden an der Innenseite der Nickhaut zwei 1 cm lange Schnitte ober- und unterhalb der Nickhautdrüse parallel zum Nickhautrand gelegt und diese miteinander vernäht. Durch diese Raffung kommt die Nickhautdrüse wieder in ihre Normalposition. Anschließend wird das Auge für einige Tage mit einer antibiotischen Augensalbe versorgt.